# Grupp Fem
Grupp Fem var en av de  största grupperna för frilansande fotografer och journalister i Sverige.  Gruppen hade sin bas i Lund och filial i Malmö. Sammanlagt var det 46 fotografer och journalister som samarbetade inom gruppen under 27 år. Gruppen bildades 1975 och upphörde med sin verksamhet 2002.
Fem fotografer startade gruppen år 1975 i Lund: Micke Berg, Thore Soneson, Lars Kjellberg, Margareta Sjöberg och Lars Mongs. Fotografgruppen SAFTRA som gick upp i Mira bildarkiv i Stockholm var en av förebilderna. Fotograferna sökte aktivt samarbete med bland annat vänsterorienterade media och tog löpande gemensamma uppdrag som fördelades mellan fotograferna. Rörligheten var stor under gruppens första år och några av fotograferna flyttade från Skåne och skrivande journalister började ansluta sig.
Från 1977 blev Grupp Fem också lokalredaktion för musiktidningen Musikens Makt, som en följd av att journalisten Bengt Eriksson och fotografen Birgitta Olsson hade blivit medlemmar i gruppen. Kontakten med Musikens Makt innebar att såväl fotograferande som skrivande medlemmar återkommande bidrog med material. Vid den tiden breddades gruppens verksamhet alltmer genom att frilansarna bevakade fler ämnen och arbetade för fler tidningar och tidskrifter.
Under flera år hade man även utbyte med Frilansgruppen i Stockholm och Frilansgruppen Reflex i Göteborg. 
Journalisten Titti Olsson och fotografen Tommy Olofsson var de sista frilansarna som verkade i Grupp Fem. Verksamheten upphörde 2002.

## Verksamhet
Frilansarna var inte anställda av gruppen. Var och en var ekonomiskt självständig, men medlemmarna delade på gemensamma kostnader för arbetslokaler, viss kontorsutrustning, marknadsföring och liknande. Styrkan var den kollegiala gemenskapen med utbyte av idéer, kontakter etc.
Grupp Fem bevakade nyheter och gjorde reportage för olika medier främst från Skåne, södra Sverige, samt även grannländerna. Frilansarna publicerade sig återkommande i bland annat fack- och fackförbundspress, men även i andra format inom olika ämnen och samhällsområden. Under 1980-talet hade gruppen under en längre period samtidigt tio frilansare i Lund och fyra i Malmö. Frilansarna publicerade sig då i mer än 100 tidningar och tidskrifter.
Dagstidningen Arbetet Nyheterna gav Grupp Fem uppdraget att under fem dagar göra fem annorlunda reportage om fem skånska städer..
Medlemmar i Grupp Fem var 1982 drivande i grundandet av Frilansklubben Syd, numera Frilans Syd, som var den första sektionen för frilansar i södra Sverige inom Journalistförbundet. 

## Frilansare i Grupp Fem
1. Håkan Almström, journalist, 1984-1985[4]
2. Håkan E Bengtsson, fotograf, 1976-1978[5]
3. Roland Bengtsson, fotograf, 1979-1981
4. Micke Berg, fotograf, 1975-1976[6]
5. Dan Birgerson, journalist, 1982-1986[7]
6. Lena Björk Blixt, journalist, 1994-1999[8]
7. Christer Blomgren, journalist, 1986-1998[9]
8. Mats Bäcker, fotograf, 1976-1980[10]
9. Cajsa Carrén, journalist, 1982-1985[11]
10. Britta Collberg, journalist, 1989-1994[12]
11. Kjell Dike, fotograf, 1976-1982
12. Annelie (Axelsson) Ekelin, journalist, 1989-1990[13]
13. Bengt Eriksson, journalist, 1977-1983[14]
14. Per Ewald, journalist[15], 1980-1981
15. Susanne Ewert, fotograf, 1980-1992
 [16]
16. Magnus Gertten, journalist, 1982-1985[17]
17. Anders Granqvist, journalist, 1980-1981[18]
18. Lars Hesselmark, fotograf, 1982-1986[19]
19. Pia Jardemark Forsberg, journalist, 1983-1985[20]
20. Karl G Jönsson, journalist[21], 1977-1982
21. Lars Kjellberg, fotograf, 1975
22. Jadwiga Kurowska, journalist, 1982-1995[22]
23. Arne König, journalist, 1982-1999[23]
24. Peter Lange, journalist, 1984-1997[24]
25. Gösta Lempert, journalist, 1982-1983[25]
26. Joakim Lindhé, journalist, 1988[26]
27. Lars Lindoff, journalist, 1985-1986[27]
28. Eva Martelius, journalist, 1981-1984[28]
29. Lars Mongs, fotograf, 1975-1976[29]
30. Holger Nilén, journalist, 1979
31. Christina Nilsson, journalist, 1984
32. Mats Nilsson, journalist, 1978-1980[30]
33. Tommy Olofsson, fotograf, 1994-2002[31]
34. Birgitta Olsson, fotograf, 1976-1985[32]
35. Titti Olsson, journalist, 1986-2002[33]
36. Beatrice Palm, journalist, 1983-1985[34]
37. Peter Palmkvist, journalist, 1979-1985[35]
38. Helge Rubin, fotograf, 1983-2001[36]
39. Lasse Sandström, journalist, 1980-1984[37]
40. Lotta Satz, journalist, 1981-1982[38]
41. Margareta Sjöberg, fotograf, 1975
42. Thore Soneson, fotograf och journalist, 1975-1978[39]
43. Charlotte (Säfström) Cronquist, journalist, 1995-1998
44. Eva Saether, journalist, [40], 1977-1979
45. Mats Zetterberg journalist[41], 1977-1979
46. Eva-Pia Worland, journalist, 1991-1994[42]